# Alex Gonzaga
Alex do Nascimento Gonzaga (Rio de Janeiro, 14 de março de 1965), conhecido simplesmente por Alex Gonzaga, é um cantor e compositor gospel brasileiro. É também o vocalista da banda Novo Som, que ele formou juntamente com Lenilton nos anos 80.

## Carreira solo
O cantor Alex Gonzaga tornou-se um dos intérpretes mais prestigiados da música gospel por sua excelente interpretação e voz. Há mais de três décadas como lead vocal da banda pop Novo Som, da qual é um dos fundadores, Alex ganhou respeito e maturidade do público e começou também a planejar alguns projetos paralelos. Um deles, acabou deixando de ser projeto para se consolidar como carreira solo. Tudo começou no ano de 2001, com o lançamento do CD "Canções, Eternas Canções", que trazia regravações de diversos sucessos da música evangélica dos anos 80 e 90. A vertente deste projeto trouxe a Alex uma proposta musical totalmente diferente do trabalho do Novo Som, algo bem mais próximo ao congregacional e da MPB.
Em 2003, Alex lançou o seu segundo CD pela MK Music, "Vou Continuar", que contou com regravações e algumas músicas inéditas. A vivência do ministério solo porém, não o impediu ou atrapalhou sua dedicação ao Novo Som, uma vez que o mesmo não teve quaisquer conflitos em conciliar suas agendas como cantor solo e vocalista da banda. O trabalho foi bem recebido pelo público e incentivou o cantor a lançar em 2006 o seu terceiro trabalho solo, que é uma continuidade do projeto de regravações: "Canções, Eternas Canções 2". Para o repertório, foram escolhidas músicas consagradas na música evangélica como "Renova-me" (de Marcos Witt), "Pão da Vida" (de Cláudio Claro), "Descerá Sobre Ti" (do pastor Marcos Vinícius da Comunidade Evangélica de Nilópolis), "Em Nome de Jesus de Nazaré" (de Paulo César Brito), "Baião" (gravada originalmente pelo Rebanhão) e a primeira música de trabalho "Ele é Jesus" (de Moisés França, do antigo grupo Hágios). Para Alex, não foi fácil fazer a escolha do repertório, missão esta que contou com a ajuda de seu amigo e tecladista Mito e também de opiniões de nomes como Eyshila, que sugeriu a música "Ele é Jesus" ao encontrar com o cantor durante uma programação. Esta foi escolhida, inclusive, como a música de trabalho.[carece de fontes?]
Na época, Alex declarou-se empolgado com o CD, e não tinha dúvidas de que mais um trabalho bem sucedido acabava de chegar: "que Deus ratifique no coração das pessoas a nossa proposta, que é uma música de qualidade, que fale diretamente de Deus. Que Ele possa estar tocando as pessoas com seu Espírito Santo através dessas músicas, e que muitas vidas sejam abençoadas", desejou Alex.[carece de fontes?]
Em 2011, a MK Music lança "Canções, Eternas Canções Vol. 3", dando continuidade ao desejo de trazer à memória canções antigas e especiais da música gospel. No repertório, constam clássicos como "Segura na mão de Deus" (canção de autoria do pastor Nelson Monteiro da Mota, que é pai do Mito - tecladista do Novo Som ) "Não chores mais" (Álvaro Tito), "Mover do Espírito" (Armando Filho), "Vai e não peques mais" (Marcos Góes), entre outras.
Atualmente, o cantor também apresenta um programa na Rádio Melodia chamado "Canções Para Sempre".

## Discografia
No Novo Som
Como Cantor Solo
- 2001: Canções, eternas canções  (MK Music)
- 2003: Vou continuar (MK Music)
- 2006: Canções, eternas canções 2 (MK Music)
- 2011: Canções, eternas canções 3 (MK Music)

## Videoclipes
- 2001 - Bem Querer
- 2001 - Aprender a Perdoar
- 2002 - Verso de Amor
- 2003 - Diz que Sim
- 2003 - Vou Continuar
- 2006 - Ele é Jesus
- 2011 - Um Milagre Senhor